# Kharak Singh
Maharaja Kharak Singh, (Tiếng Punjab ਖੜਕ ਸਿੰਘ, 1801 – 1840) là vị vua thứ hai của vương quốc Punjab và đế quốc Sikh. Ông là con trưởng của Ranjit Singh và Maharani Datar Kaur. Ông kế vị vua cha vào tháng 6 năm 1839. Đến ngày 8 tháng 10 năm 1839 thì ông bị lật đổ, và con ông là Hoàng tử Nau Nihal Singh được lập làm vua. Ông bị bỏ tù, bị đầu độc chết chậm vào ngày 5 tháng 11 năm 1840.

## Liên kết bên ngoài
- Genealogy of Kharak Singh Lưu trữ ngày 21 tháng 6 năm 2014 tại Wayback Machine